# ティム・ヘンケンヨハン
ティム・ヘンケンヨハン （Tim Henkenjohann 1980年9月3日  -　）は、ドイツ出身の野球選手。ブンデスリーガ、ボン・キャピタルズに所属する。

## 来歴・プレースタイル
アメリカに渡る前、ドイツにいる時に野球を覚えた。渡米後、2001年にミネソタ・ツインズと契約、マイナーリーグでプレーする。いわゆる剛速球投手で三振が多いが、四球も多い投球スタイル。マイナー時代に肘の故障を患った。2006年からは母国ドイツのブンデスリーガ、ボン・キャピタルズでプレーしている。2008年は肘の故障が再発し、出番が少なくなった。それでも最大の持ち味である、長身から投げ下ろす150キロ近い速球は健在。